# التقفية في اللغة
التقفية في اللغة معجم حسب القافية، من تأليف أبو بشر اليمان بن أبي اليمان البندنيجي. وقد طبع المعجم عام 1976 باسم «التقفية في اللغة» وقام بتحقيقه الدكتور خليل إبراهيم العطية، ونشر في العراق بمساعدة وزارة الأوقاف. وَسَمَّاهُ بذلك المؤلف، لأنه مُؤَلَّفٌ على القوافي، والقافية: البيت من الشِّعر. ونظر في الكلام فوجده دائرًا على الحروف الثمانية والعشرين الموسومة بألف با تا ثا عليها بناء الكلام كله: عربية وفصيحة، فهي محيطة بالكلام، لأنه ما من كلمة إلا ولها نهاية إلى حرف من هذه الثمانية والعشرين حرفًا، فأراد أن يجمع من ذلك ما قدر عليه وبلغه حِفظه، إذ كان لا غنى لأحدٍ من أهل المعرفة والأدب عن معرفة ذلك، لأنه يأتي في القرآن والشعر وغير ذلك من صنوف الكلام فجمع ما قدر عليه وأدركته معرفته، ثم رأى أنه لو جمع ذلك على غير تأليف متناسق ثم جاءت كلمة غريبة يحتاج الرجل إلى معرفتها من كتابنا هذا لصَعُب عليه إدراكها لسعة الكلام وكثرته فألفه تأليفًا متناسقًا متتابعًا ليسهل على الناظر فيما يحتاج إلى معرفته. وقال:
«ونظرنا في نهاية الكلام فجمعنا إلى كل كلمة ما يشاكلها، ما نهايتها كنهاية الأول قبلها من حروف الثمانية والعشرين، ثم جعل ذلك أبوابًا على عدد الحروف، فإذا جاءت الكلمة مما يحتاج إلى معرفتها من الكتاب نظرت إلى آخرها ما هو من هذه الحروف؟ فطلبته في ذلك الباب الذي منه فإنه يسهل معرفتها إن شاء الله».
وأول ما ابتدئ في كتابنا هذا الألف لأنها أولُ الحروفِ وعلى ذلك جرى أمر الناس.

## عن المؤلف
ابن أَبي اليمَان (200 - 284 هـ = 815 - 897 م) اليمان بن أبي اليمان البندنيجي، أبو بشر: أديب. عارف باللغة. فارسي الأصل. ولد ضريرًا في «البندنيجين» قرب بغداد. ورحل إلى بغداد وسامرا والبصرة. وأخذ عن ابن السكيت والرياشي وغيرهما. وحفظ كثيرا من الشعر والأخبار. وصنف من الكتب «التقفية» و«معاني الشعر» و«العروض». وله نظم حسن.

## عن الكتاب
رتب المؤلف كتابه على حسب أواخر الكلمات، بغض النظر عن كونها حروفًا أصلية أو زائدة، مع أخذه في الاعتبار قوافي الشعر وكيفية ترتيبها هجائيًّا. ومن أجل هذا لم يرتب الكلمات داخل القافية أي نوع من الترتيب، وإنما اكتفى بتجميع الكلمات تحت الحرف الأخير «حرف الروي في القافية»، مع ما يسبقه حين يكون التزامه ضروريًّا في القافية. ومما يدل على أن هدف المؤلف لفظي يتمثل في تقديم القوافي المتماثلة، وكثيرًا ما كان يسرد الكلمات سردًا متتابعًا دون توضيح معانيها، وتكراره الكلمة في أكثر من موضع بحسب ما يلحقها من زوائد تغير القافية. «فكبير» في قافية و«كبيرة» في قافية أخرى.. وهكذا. وقد أفصح المؤلف عن هذا حين قال: إنه «اختار الكلام الفصيح الذي لا يجهله العوام». وحين أطلق على الفروع داخل الحرف الواحد «قافية». ولنمثل لذلك بباب الراء. فقد بدأ بكلمات: المجر - النجر - البشر - العسر.. ثم قال: «قافية أخرى» اشتملت على كلمات مثل: الميرة - كبيرة - صغيرة - جبيرة.. ثم «قافية أخرى» اشتملت على كلمات مثل: قماطر - عذافر - تضافر - تظاهر..
ومما يؤكد سيطرة فكرة القافية على تقسيمات المؤلف أنه قسم حرف الألف إلى: باب الألف الممدودة مثل: أباء - خباء - هباء - حرباء - شتاء.. ثم باب الألف المهموزة مثل: نبأ - ظمأ - كلأ.. وتحت هذا الباب فروع متنوعة. ففرع يشمل: الظماء - الفناءة - الجراءة.. وفرع يشمل: اللألأة - الصأصأة - الدأدأة.. وأخيرًا ذكر باب الألف المقصورة ويشمل كلمات مثل: القفا - البلى - الطلى - العلى..
وما دام هدف المؤلف تقديم القوافي للشعراء، وليس هدفه تقديم العون لمن يريد ضبط كلمة أو معرفة معناها فإنه لم ير أي داع لترتيب الكلمات داخل القافية الواحدة. لأن من يبحث عن قافية معينة لا يهمه ترتيب الكلمات تحت هذه القافية إذ لا بد له أن يقرأ كلمات القافية المرادة كلها. وهذا هو السر في أن المؤلف لم يرتب الكلمات أي ترتيب آخر على الأوائل أو الثواني مثلًا.

## روابط خارجية
- التقفية في اللغة - المكتبة الوقفية